# ژوزفین لوختنبرگ
ژوزفین لوختنبرگ (۱۴ مارس ۱۸۰۷ - ۷ ژوئن ۱۸۷۶) ملکه سوئد و نروژ و همسر اسکار اول بود. وی در سوئد با نام ملکه ژوزفینا شناخته می‌شد. وی فرزند یوجین بوهارنه، فرزند ژوزفین بوهارنه از ازدواج اول و پسرخوانده ناپلئون بناپارت بود. مادر اسکار اول، دزیره کلاری در ابتدا نامزد ناپلئون بود، اما بعداً با کارل چهاردهم ازدواج کرد.
ژوزفین و اسکار، پنج فرزند داشتند که کارل پانزدهم و اسکار دوم از جمله این پنج فرزند بودند. ژوزفین در سال ۱۸۷۶ در استکهلم درگذشت و در کلیسای ریدارهولمن دفن شده است.